# جاناتان گروبر
جاناتان هولمز گروبر (به انگلیسی: Jonathan Holmes Gruber) (متولد ۳۰ سپتامبر ۱۹۶۵) استاد آمریکایی اقتصاد در انستیتوی فناوری ماساچوست است که از سال ۱۹۹۲ در آنجا تدریس می‌کند. او همچنین مدیر برنامه مراقبت‌های بهداشتی در دفتر ملی تحقیقات اقتصادی است. گروبر، سردبیر ژورنال اقتصاد عمومی و مجله اقتصاد بهداشت نیز می‌باشد